# France-Irlande en rugby à XV
Cet article retrace les confrontations entre l'équipe de France et l'équipe d'Irlande en rugby à XV. Les deux équipes se sont affrontées à 104 reprises dont quatre fois en Coupe du monde. Les Français ont remporté 60 rencontres contre 37 pour les Irlandais et sept matches nuls.

## Historique

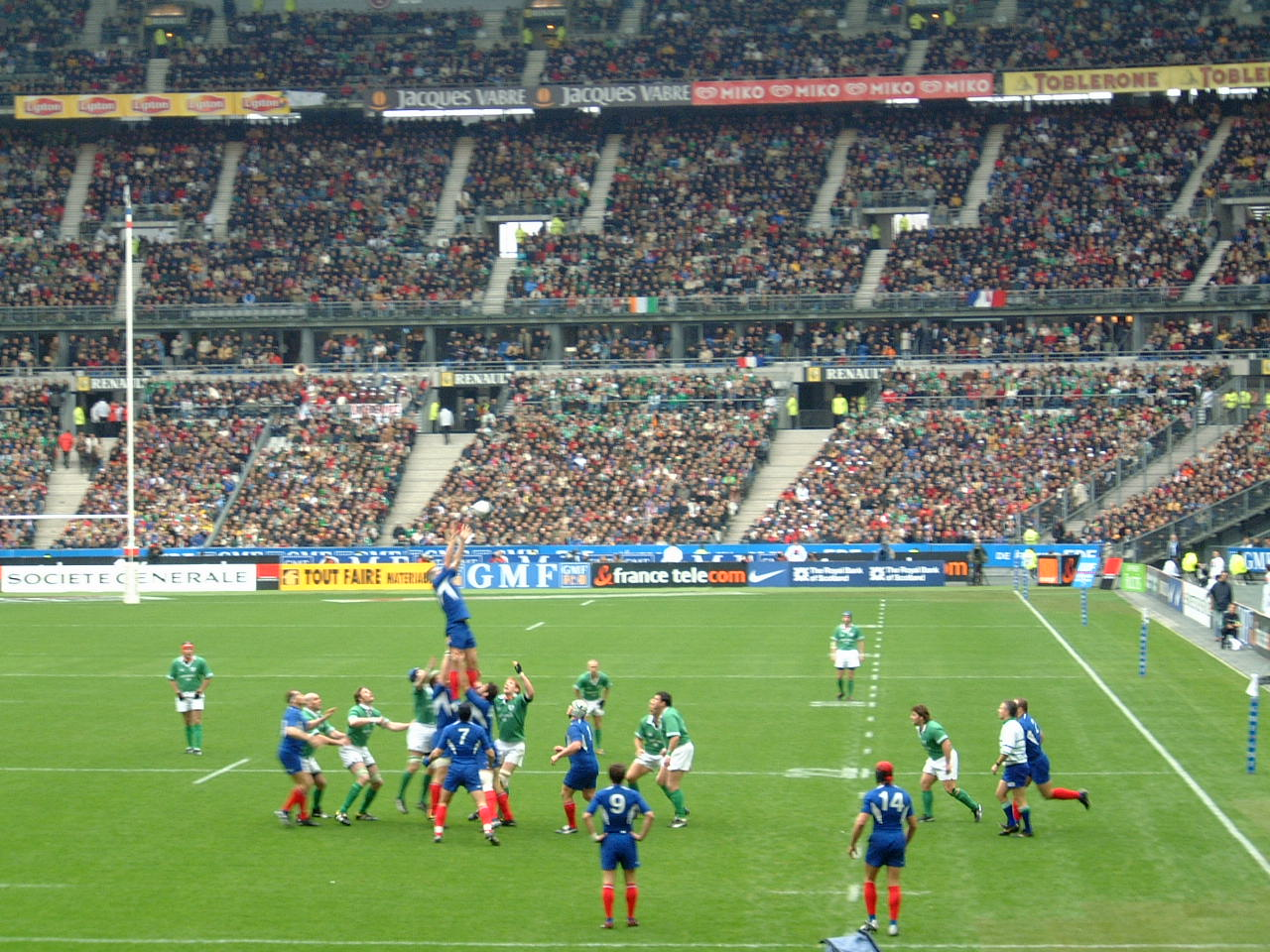
France-Irlande lors du Tournoi des VI Nations 2004 au Stade de France

Après 18 matches qui suivent l'entrée de la France dans le Tournoi, l'Irlande domine nettement avec 13 victoires et 5 défaites et 2 séries de 6 victoires consécutives. Après la Seconde Guerre mondiale, la France réintègre le Tournoi. De 1946 à 1960, les débats s'équilibrent. Les années 1960 voient la France prétendre enfin à la victoire dans le Tournoi et elle domine nettement l'Irlande. Un sursaut se produit de 1970 à 1975. De 1976 à 1983, la domination française recommence. De 1986 à 1999, c'est même une avalanche de défaites consécutives. L'Irlande met ensuite régulièrement en échec le XV de France et elle réalise une bonne série avant la Coupe du monde 2003, qui voit le début d'une longue période de domination française (une seule victoire irlandaise sur douze rencontres). Cependant, la tendance s'inverse ces dernières années : avec deux matches nuls suivis de six victoires et seulement une défaite, l'équipe d'Irlande reste presque invaincue entre 2012 et 2020. Les débats se sont ensuite équilibrés puisque la France a battu l'Irlande à trois reprises en 2020, 2021 et 2022 et que l'Irlande a battu la France en 2023 et 2024.

## Confrontations
| No  | Date              | Lieu                                             | Match            | Score   | Compétition                      |
| --- | ----------------- | ------------------------------------------------ | ---------------- | ------- | -------------------------------- |
| 1   | 20 mars 1909      | Lansdowne Road, Dublin, Irlande                  | Irlande – France | 19 – 8  | Test match                       |
| 2   | 28 mars 1910      | Parc des Princes, Paris, France                  | France – Irlande | 3 – 8   | Tournoi des Cinq Nations         |
| 3   | 25 mars 1911      | Mardyke, Irlande                                 | Irlande – France | 25 – 5  | Tournoi des Cinq Nations         |
| 4   | 1er janvier 1912  | Parc des Princes, Paris, France                  | France – Irlande | 6 – 11  | Tournoi des Cinq Nations         |
| 5   | 24 mars 1913      | Mardyke, Irlande                                 | Irlande – France | 24 – 0  | Tournoi des Cinq Nations         |
| 6   | 1er janvier 1914  | Parc des Princes, Paris, France                  | France – Irlande | 6 – 8   | Tournoi des Cinq Nations         |
| 7   | 3 avril 1920      | Lansdowne Road, Dublin, Irlande                  | Irlande – France | 7 – 15  | Tournoi des Cinq Nations         |
| 8   | 9 avril 1921      | Stade olympique Yves-du-Manoir, Colombes, France | France – Irlande | 20 – 10 | Tournoi des Cinq Nations         |
| 9   | 8 avril 1922      | Lansdowne Road, Dublin, Irlande du Sud           | Irlande – France | 8 – 3   | Tournoi des Cinq Nations         |
| 10  | 14 avril 1923     | Stade olympique Yves-du-Manoir, Colombes, France | France – Irlande | 14 – 8  | Tournoi des Cinq Nations         |
| 11  | 26 janvier 1924   | Lansdowne Road, Dublin, Irlande                  | Irlande – France | 6 – 0   | Tournoi des Cinq Nations         |
| 12  | 1er janvier 1925  | Stade olympique Yves-du-Manoir, Colombes, France | France – Irlande | 3 – 9   | Tournoi des Cinq Nations         |
| 13  | 23 janvier 1926   | Ravenhill Stadium, Belfast, Irlande du Nord      | Irlande – France | 11 – 0  | Tournoi des Cinq Nations         |
| 14  | 1er janvier 1927  | Stade olympique Yves-du-Manoir, Colombes, France | France – Irlande | 3 – 8   | Tournoi des Cinq Nations         |
| 15  | 28 janvier 1928   | Ravenhill Stadium, Belfast, Irlande du Nord      | Irlande – France | 12 – 8  | Tournoi des Cinq Nations         |
| 16  | 31 décembre 1928  | Stade olympique Yves-du-Manoir, Colombes, France | France – Irlande | 0 – 6   | Tournoi des Cinq Nations         |
| 17  | 25 janvier 1930   | Ravenhill Stadium, Belfast, Irlande du Nord      | Irlande – France | 0 – 5   | Tournoi des Cinq Nations         |
| 18  | 1er janvier 1931  | Stade olympique Yves-du-Manoir, Colombes, France | France – Irlande | 3 – 0   | Tournoi des Cinq Nations         |
| 19  | 26 janvier 1946   | Lansdowne Road, Dublin, Irlande                  | Irlande – France | 3 – 4   | Test match                       |
| 20  | 25 janvier 1947   | Lansdowne Road, Dublin, Irlande                  | Irlande – France | 8 – 12  | Tournoi des Cinq Nations         |
| 21  | 1er janvier 1948  | Stade olympique Yves-du-Manoir, Colombes, France | France – Irlande | 6 – 13  | Tournoi des Cinq Nations         |
| 22  | 29 janvier 1949   | Lansdowne Road, Dublin, Irlande                  | Irlande – France | 9 – 16  | Tournoi des Cinq Nations         |
| 23  | 28 janvier 1950   | Stade olympique Yves-du-Manoir, Colombes, France | France – Irlande | 3 – 3   | Tournoi des Cinq Nations         |
| 24  | 27 janvier 1951   | Lansdowne Road, Dublin, Irlande                  | Irlande – France | 9 – 8   | Tournoi des Cinq Nations         |
| 25  | 26 janvier 1952   | Stade olympique Yves-du-Manoir, Colombes, France | France – Irlande | 8 – 11  | Tournoi des Cinq Nations         |
| 26  | 24 janvier 1953   | Ravenhill Stadium, Belfast, Irlande du Nord      | Irlande – France | 16 – 3  | Tournoi des Cinq Nations         |
| 27  | 23 janvier 1954   | Stade olympique Yves-du-Manoir, Colombes, France | France – Irlande | 8 – 0   | Tournoi des Cinq Nations         |
| 28  | 22 janvier 1955   | Lansdowne Road, Dublin, Irlande                  | Irlande – France | 3 – 5   | Tournoi des Cinq Nations         |
| 29  | 28 janvier 1956   | Stade olympique Yves-du-Manoir, Colombes, France | France – Irlande | 14 – 8  | Tournoi des Cinq Nations         |
| 30  | 26 janvier 1957   | Lansdowne Road, Dublin, Irlande                  | Irlande – France | 11 – 6  | Tournoi des Cinq Nations         |
| 31  | 19 avril 1958     | Stade olympique Yves-du-Manoir, Colombes, France | France – Irlande | 11 – 6  | Tournoi des Cinq Nations         |
| 32  | 18 avril 1959     | Lansdowne Road, Dublin, Irlande                  | Irlande – France | 9 – 5   | Tournoi des Cinq Nations         |
| 33  | 9 avril 1960      | Stade olympique Yves-du-Manoir, Colombes, France | France – Irlande | 23 – 6  | Tournoi des Cinq Nations         |
| 34  | 15 avril 1961     | Lansdowne Road, Dublin, Irlande                  | Irlande – France | 3 – 15  | Tournoi des Cinq Nations         |
| 35  | 14 avril 1962     | Stade olympique Yves-du-Manoir, Colombes, France | France – Irlande | 11 – 0  | Tournoi des Cinq Nations         |
| 36  | 26 janvier 1963   | Lansdowne Road, Dublin, Irlande                  | Irlande – France | 5 – 24  | Tournoi des Cinq Nations         |
| 37  | 11 avril 1964     | Stade olympique Yves-du-Manoir, Colombes, France | France – Irlande | 27 – 6  | Tournoi des Cinq Nations         |
| 38  | 23 janvier 1965   | Lansdowne Road, Dublin, Irlande                  | Irlande – France | 3 – 3   | Tournoi des Cinq Nations         |
| 39  | 29 janvier 1966   | Stade olympique Yves-du-Manoir, Colombes, France | France – Irlande | 11 – 6  | Tournoi des Cinq Nations         |
| 40  | 15 avril 1967     | Lansdowne Road, Dublin, Irlande                  | Irlande – France | 6 – 11  | Tournoi des Cinq Nations         |
| 41  | 27 janvier 1968   | Stade olympique Yves-du-Manoir, Colombes, France | France – Irlande | 16 – 6  | Tournoi des Cinq Nations         |
| 42  | 25 janvier 1969   | Lansdowne Road, Dublin, Irlande                  | Irlande – France | 17 – 9  | Tournoi des Cinq Nations         |
| 43  | 24 janvier 1970   | Stade olympique Yves-du-Manoir, Colombes, France | France – Irlande | 8 – 0   | Tournoi des Cinq Nations         |
| 44  | 30 janvier 1971   | Lansdowne Road, Dublin, Irlande                  | Irlande – France | 9 – 9   | Tournoi des Cinq Nations         |
| 45  | 29 janvier 1972   | Stade olympique Yves-du-Manoir, Colombes, France | France – Irlande | 9 – 14  | Tournoi des Cinq Nations         |
| 46  | 29 avril 1972     | Lansdowne Road, Dublin, Irlande                  | Irlande – France | 24 – 14 | Test match                       |
| 47  | 14 avril 1973     | Lansdowne Road, Dublin, Irlande                  | Irlande – France | 6 – 4   | Tournoi des Cinq Nations         |
| 48  | 19 janvier 1974   | Parc des Princes, Paris, France                  | France – Irlande | 9 – 6   | Tournoi des Cinq Nations         |
| 49  | 1er mars 1975     | Lansdowne Road, Dublin, Irlande                  | Irlande – France | 25 – 6  | Tournoi des Cinq Nations         |
| 50  | 7 février 1976    | Parc des Princes, Paris, France                  | France – Irlande | 26 – 3  | Tournoi des Cinq Nations         |
| 51  | 19 mars 1977      | Lansdowne Road, Dublin, Irlande                  | Irlande – France | 6 – 15  | Tournoi des Cinq Nations         |
| 52  | 18 février 1978   | Parc des Princes, Paris, France                  | France – Irlande | 10 – 9  | Tournoi des Cinq Nations         |
| 53  | 20 janvier 1979   | Lansdowne Road, Dublin, Irlande                  | Irlande – France | 9 – 9   | Tournoi des Cinq Nations         |
| 54  | 1er mars 1980     | Parc des Princes, Paris, France                  | France – Irlande | 19 – 18 | Tournoi des Cinq Nations         |
| 55  | 7 février 1981    | Lansdowne Road, Dublin, Irlande                  | Irlande – France | 13 – 19 | Tournoi des Cinq Nations         |
| 56  | 20 mars 1982      | Parc des Princes, Paris, France                  | France – Irlande | 22 – 9  | Tournoi des Cinq Nations         |
| 57  | 19 février 1983   | Lansdowne Road, Dublin, Irlande                  | Irlande – France | 22 – 16 | Tournoi des Cinq Nations         |
| 58  | 21 janvier 1984   | Parc des Princes, Paris, France                  | France – Irlande | 25 – 12 | Tournoi des Cinq Nations         |
| 59  | 2 mars 1985       | Lansdowne Road, Dublin, Irlande                  | Irlande – France | 15 – 15 | Tournoi des Cinq Nations         |
| 60  | 1er février 1986  | Parc des Princes, Paris, France                  | France – Irlande | 29 – 9  | Tournoi des Cinq Nations         |
| 61  | 21 mars 1987      | Lansdowne Road, Dublin, Irlande                  | Irlande – France | 13 – 19 | Tournoi des Cinq Nations         |
| 62  | 20 février 1988   | Parc des Princes, Paris, France                  | France – Irlande | 25 – 6  | Tournoi des Cinq Nations         |
| 63  | 21 janvier 1989   | Lansdowne Road, Dublin, Irlande                  | Irlande – France | 21 – 26 | Tournoi des Cinq Nations         |
| 64  | 3 mars 1990       | Parc des Princes, Paris, France                  | France – Irlande | 31 – 12 | Tournoi des Cinq Nations         |
| 65  | 2 février 1991    | Lansdowne Road, Dublin, Irlande                  | Irlande – France | 13 – 21 | Tournoi des Cinq Nations         |
| 66  | 21 mars 1992      | Parc des Princes, Paris, France                  | France – Irlande | 44 – 12 | Tournoi des Cinq Nations         |
| 67  | 20 février 1993   | Lansdowne Road, Dublin, Irlande                  | Irlande – France | 6 – 21  | Tournoi des Cinq Nations         |
| 68  | 15 janvier 1994   | Parc des Princes, Paris, France                  | France – Irlande | 35 – 15 | Tournoi des Cinq Nations         |
| 69  | 4 mars 1995       | Lansdowne Road, Dublin, Irlande                  | Irlande – France | 7 – 25  | Tournoi des Cinq Nations         |
| 70  | 10 juin 1995      | Kings Park Stadium, Durban, Afrique du Sud       | France – Irlande | 36 – 12 | Coupe du monde (quart de finale) |
| 71  | 17 février 1996   | Parc des Princes, Paris, France                  | France – Irlande | 45 – 10 | Tournoi des Cinq Nations         |
| 72  | 18 janvier 1997   | Lansdowne Road, Dublin, Irlande                  | Irlande – France | 15 – 32 | Tournoi des Cinq Nations         |
| 73  | 7 mars 1998       | Stade de France, Saint-Denis, France             | France – Irlande | 18 – 16 | Tournoi des Cinq Nations         |
| 74  | 6 février 1999    | Lansdowne Road, Dublin, Irlande                  | Irlande – France | 9 – 10  | Tournoi des Cinq Nations         |
| 75  | 19 mars 2000      | Stade de France, Saint-Denis, France             | France – Irlande | 25 – 27 | Tournoi des Six Nations          |
| 76  | 17 février 2001   | Lansdowne Road, Dublin, Irlande                  | Irlande – France | 22 – 15 | Tournoi des Six Nations          |
| 77  | 6 avril 2002      | Stade de France, Saint-Denis, France             | France – Irlande | 44 – 5  | Tournoi des Six Nations          |
| 78  | 8 mars 2003       | Lansdowne Road, Dublin, Irlande                  | Irlande – France | 15 – 12 | Tournoi des Six Nations          |
| 79  | 9 novembre 2003   | Telstra Dome, Melbourne, Australie               | France – Irlande | 43 – 21 | Coupe du monde (quart de finale) |
| 80  | 14 février 2004   | Stade de France, Saint-Denis, France             | France – Irlande | 35 – 17 | Tournoi des Six Nations          |
| 81  | 12 mars 2005      | Lansdowne Road, Dublin, Irlande                  | Irlande – France | 19 – 26 | Tournoi des Six Nations          |
| 82  | 11 février 2006   | Stade de France, Saint-Denis, France             | France – Irlande | 43 – 31 | Tournoi des Six Nations          |
| 83  | 11 février 2007   | Croke Park, Dublin, Irlande                      | Irlande – France | 17 – 20 | Tournoi des Six Nations          |
| 84  | 21 septembre 2007 | Stade de France, Saint-Denis, France             | France – Irlande | 25 – 3  | Coupe du monde (poule D)         |
| 85  | 9 février 2008    | Stade de France, Saint-Denis, France             | France – Irlande | 26 – 21 | Tournoi des Six Nations          |
| 86  | 7 février 2009    | Croke Park, Dublin, Irlande                      | Irlande – France | 30 – 21 | Tournoi des Six Nations          |
| 87  | 13 février 2010   | Stade de France, Saint-Denis, France             | France – Irlande | 33 – 10 | Tournoi des Six Nations          |
| 88  | 13 février 2011   | Aviva Stadium, Dublin, Irlande                   | Irlande – France | 22 – 25 | Tournoi des Six Nations          |
| 89  | 13 août 2011      | Stade Chaban-Delmas, Bordeaux, France            | France – Irlande | 19 – 12 | Test match                       |
| 90  | 20 août 2011      | Aviva Stadium, Dublin, Irlande                   | Irlande – France | 22 – 26 | Test match                       |
| 91  | 4 mars 2012       | Stade de France, Saint-Denis, France             | France – Irlande | 17 – 17 | Tournoi des Six Nations          |
| 92  | 9 mars 2013       | Aviva Stadium, Dublin, Irlande                   | Irlande – France | 13 – 13 | Tournoi des Six Nations          |
| 93  | 15 mars 2014      | Stade de France, Saint-Denis, France             | France – Irlande | 20 – 22 | Tournoi des Six Nations          |
| 94  | 14 février 2015   | Aviva Stadium, Dublin, Irlande                   | Irlande – France | 18 – 11 | Tournoi des Six Nations          |
| 95  | 11 octobre 2015   | Millennium Stadium, Cardiff, Pays de Galles      | Irlande – France | 24 – 9  | Coupe du monde (poule D)         |
| 96  | 13 février 2016   | Stade de France, Saint-Denis, France             | France – Irlande | 10 – 9  | Tournoi des Six Nations          |
| 97  | 25 février 2017   | Aviva Stadium, Dublin, Irlande                   | Irlande – France | 19 – 9  | Tournoi des Six Nations          |
| 98  | 3 février 2018    | Stade de France, Saint-Denis, France             | France – Irlande | 13 – 15 | Tournoi des Six Nations          |
| 99  | 10 mars 2019      | Aviva Stadium, Dublin, Irlande                   | Irlande – France | 26 – 14 | Tournoi des Six Nations          |
| 100 | 31 octobre 2020   | Stade de France, Saint-Denis, France             | France – Irlande | 35 – 27 | Tournoi des Six Nations          |
| 101 | 14 février 2021   | Aviva Stadium, Dublin, Irlande                   | Irlande – France | 13 – 15 | Tournoi des Six Nations          |
| 102 | 12 février 2022   | Stade de France, Saint-Denis, France             | France – Irlande | 30 – 24 | Tournoi des Six Nations          |
| 103 | 11 février 2023   | Aviva Stadium, Dublin, Irlande                   | Irlande – France | 32 – 19 | Tournoi des Six Nations          |
| 104 | 2 février 2024    | Stade Vélodrome, Marseille, France               | France – Irlande | 17 – 38 | Tournoi des Six Nations          |
| 105 | 8 mars 2025       | Aviva Stadium, Dublin, Irlande                   | Irlande – France | 27 – 42 | Tournoi des Six Nations          |

## Statistiques
Au 8 mars 2025.

### Matches invaincus
- Irlande : 6 (11 ans)
- France : 17 (16 ans et 1 mois)

### Total
- Nombre de rencontres : 105

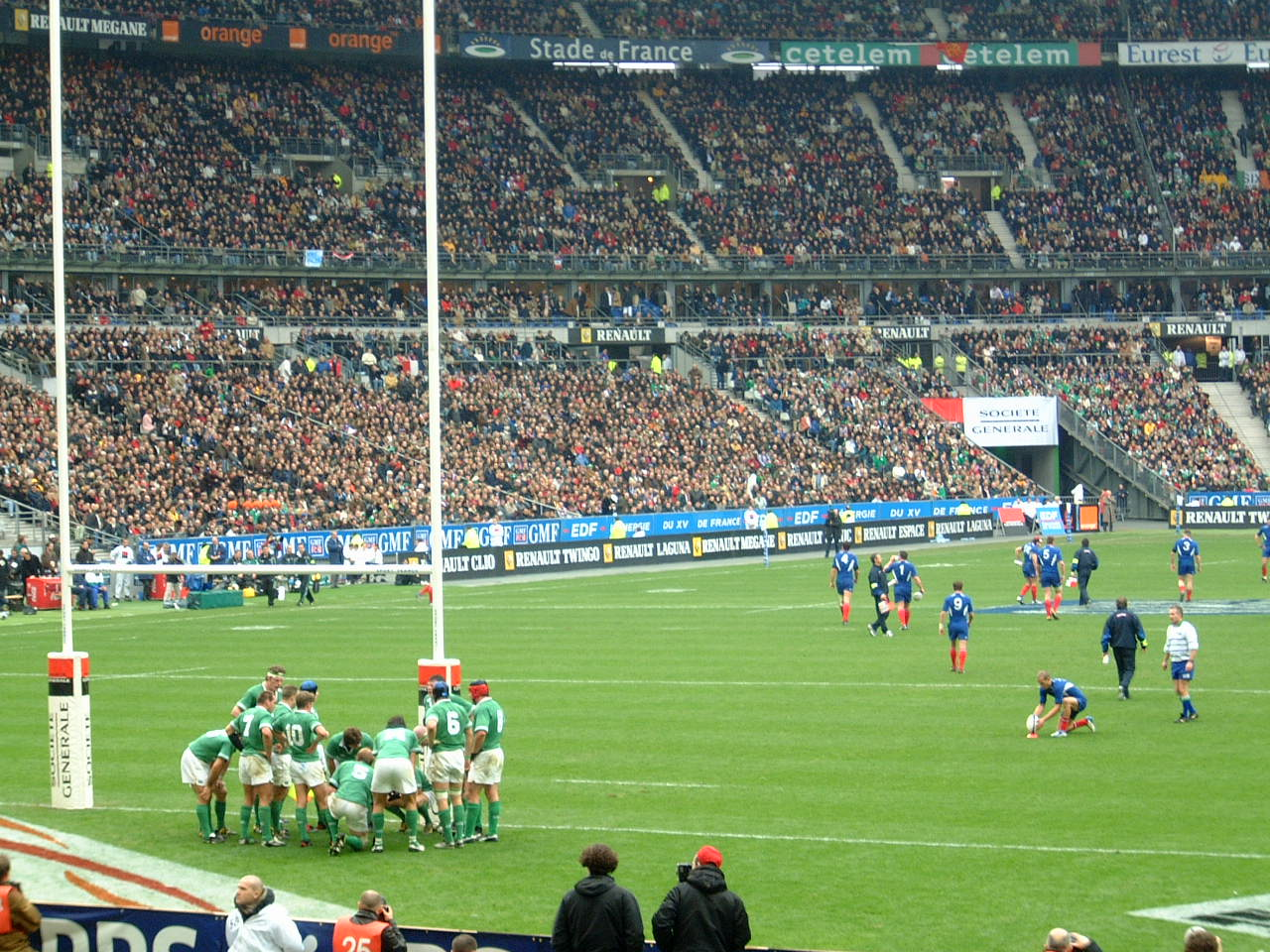
France-Irlande lors du Tournoi des VI Nations 2004 au Stade de France

- Premier match gagné par les Irlandais : 20 mars 1909 (N°1)
- Premier match gagné par les Français : 3 avril 1920 (N°7)
- Dernier match gagné par les Irlandais : 2 février 2024
- Dernier match gagné par les Français : 8 mars 2025
- Plus grand nombre de points marqués par les Irlandais : 38 points le 2 février 2024 (gagné), 31 points le 11 février 2006 (perdu)
- Plus grand nombre de points marqués par les Français : 45 points le 17 février 1996 (gagné)
- Plus grande différence de points dans un match gagné par les Irlandais : +24 le 24 mars 1913
- Plus grande différence de points dans un match gagné par les Français : +39 le 6 avril 2002

### En Irlande
- Nombre de rencontres : 48
- Premier match gagné par les Irlandais : 20 mars 1909 (N°1 en Irlande)
- Premier match gagné par les Français : 3 avril 1920 (N°4 en Irlande)
- Dernier match gagné par les Irlandais : 11 février 2023
- Dernier match gagné par les Français : 8 février 2025
- Plus grand nombre de points marqués par les Irlandais : 30 points le 7 février 2009 (gagné)
- Plus grand nombre de points marqués par les Français : 42 points le 8 mars 2025 (gagné)
- Plus grande différence de points dans un match gagné par les Irlandais : +24 le 24 mars 1913
- Plus grande différence de points dans un match gagné par les Français : +19 le 26 janvier 1963

### En France
- Nombre de rencontres : 44

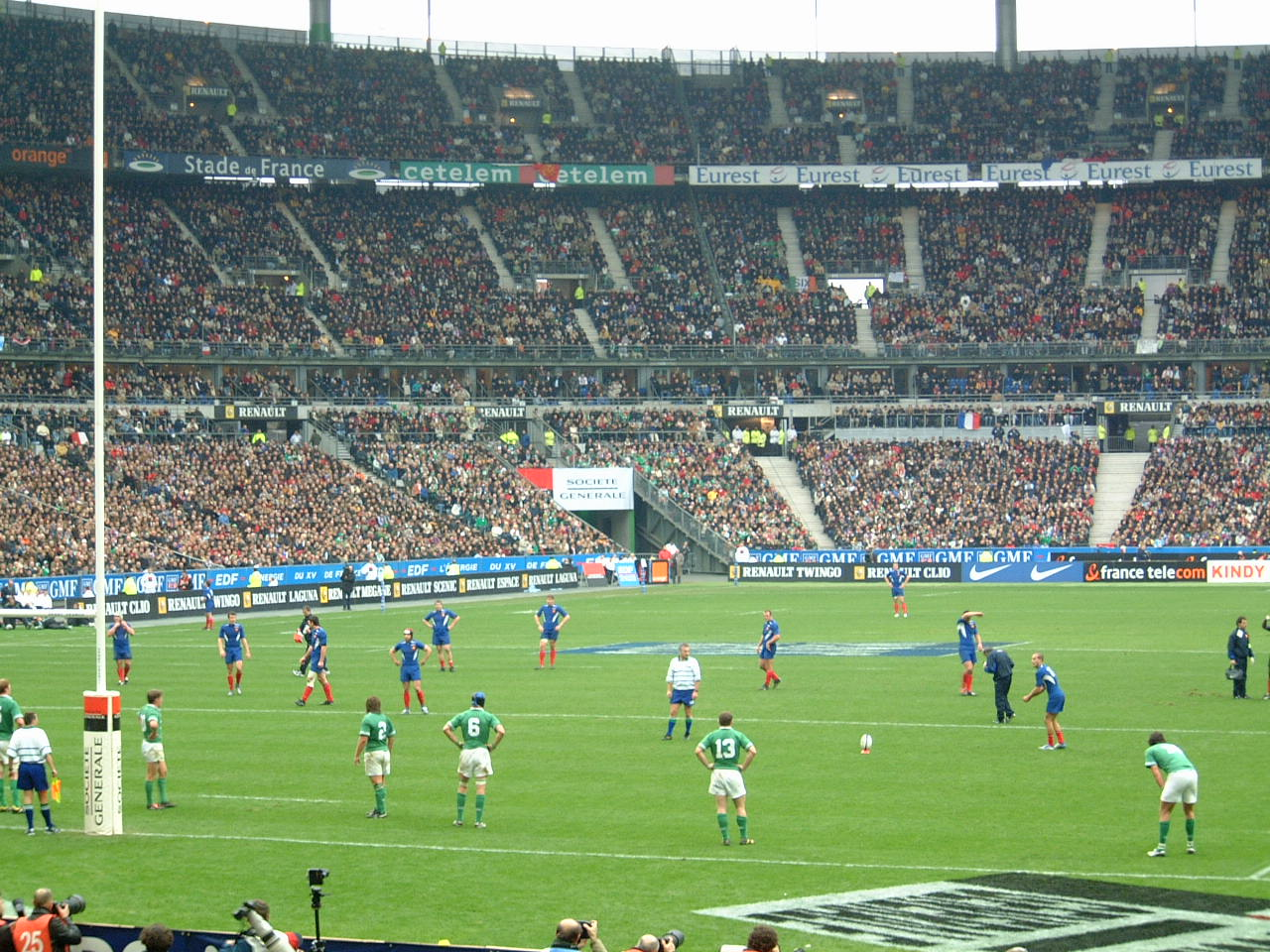
France-Irlande lors du Tournoi des VI Nations 2004 au Stade de France

- Premier match gagné par les Irlandais : 28 mars 1910 (N°1 en France)
- Premier match gagné par les Français : 9 avril 1921 (N°4 en France)
- Dernier match gagné par les Irlandais : 2 février 2024
- Dernier match gagné par les Français : 12 février 2022
- Plus grand nombre de points marqués par les Irlandais : 38 points le 2 février 2024 (gagné)
- Plus grand nombre de points marqués par les Français : 45 points le 17 février 1996 (gagné)
- Plus grande différence de points dans un match gagné par les Irlandais : +21 le 2 février 2024
- Plus grande différence de points dans un match gagné par les Français : +39 le 6 avril 2002

### En Coupe du monde
- Nombre de rencontres : 4
- Premier match gagné par les Irlandais : 11 octobre 2015 (4e en Coupe du monde)
- Premier match gagné par les Français : 10 juin 1995 (1er en Coupe du monde)
- Dernier match gagné par les Irlandais : 11 octobre 2015
- Dernier match gagné par les Français : 21 septembre 2007
- Plus grand nombre de points marqués par les Irlandais : 24 points le 11 octobre 2015 (gagné)
- Plus grand nombre de points marqués par les Français : 43 points le 9 novembre 2003 (gagné)
- Plus grande différence de points dans un match gagné par les Irlandais : +15
- Plus grande différence de points dans un match gagné par les Français : +24 le 10 juin 1995

### Dans le Tournoi
- Nombre de rencontres : 89
- Premier match gagné par les Irlandais : 28 mars 1910 (N°1 du Tournoi)
- Premier match gagné par les Français : 3 avril 1920 (N°6 du Tournoi)
- Dernier match gagné par les Irlandais : 2 février 2024
- Dernier match gagné par les Français : 8 février 2025
- Plus grand nombre de points marqués par les Irlandais : 38 points le 2 février 2024 (gagné), 31 points le 11 février 2006 (perdu)
- Plus grand nombre de points marqués par les Français : 45 points le 17 février 1996 (gagné)
- Plus grande différence de points dans un match gagné par les Irlandais : +24 le 24 mars 1913
- Plus grande différence de points dans un match gagné par les Français : +39 le 6 avril 2002